# نهر (مهر أنرود)
نهر (بالفارسية: نهر) هي منطقة سكنية تقع في إيران في قسم مهرانرود الجنوبي الريفي. يقدر عدد سكانها بـ 159 نسمة .